# Ohlsdorf
Ohlsdorf là một đô thị ở huyện Gmunden bang Oberösterreich, nước Áo. Đô thị này có diện tích 27,9 km², dân số thời điểm ngày 31 tháng 12 năm 2005 là 4703 người.